# گمینا گرودک
گمینا گرودک (به لهستانی:  Gmina Gródek) یک گمینا در لهستان است که در شهرستان بیاوستوک واقع شده‌است. گمینا گرودک ۴۳۰٫۶ کیلومتر مربع مساحت و ۵٬۷۴۰ نفر جمعیت دارد.